# Gökfåglar
Gökfåglar (Cuculiformes) är en ordning i djurklassen fåglar som omfattar endast en nu levande familj, gökar (Cuculidae).
Tidigare inkluderades de afrikanska turakorna, men dessa placeras nu vanligast i den egna ordningen Musophagiformes. Också hoatzinen har inkluderats bland gökfåglarna, men också den förs numera till en egen ordning. Gökfåglarna utgör en systergrupp till turakofåglar och trappfåglar. Denna grupp står vidare en klad med duvfåglar, mesitfåglar och flyghönsfåglar närmast.